# Azidy
Azidy jsou soli kyseliny azidovodíkové (azoimidu), obsahují azidový aniont N3−.
Nejdůležitějším azidem je azid sodný NaN3, ze kterého se mohou připravovat některé další azidy např. velice nestabilní azid stříbrný (AgN3). Azid sodný je poměrně stálý, dá se bez rozkladu (explozivní dekompozice) tavit. Právě azid sodný je zodpovědný za exploze airbagů v automobilech. Azidy alkalických kovů a kovů alkalických zemin se chovají podobně, naproti tomu azidy těžkých kovů velmi snadno vybuchují (např. azid olovnatý Pb(N3)2, který se používal jako náplň do rozbušek).